# ميزات تشوه مستوي

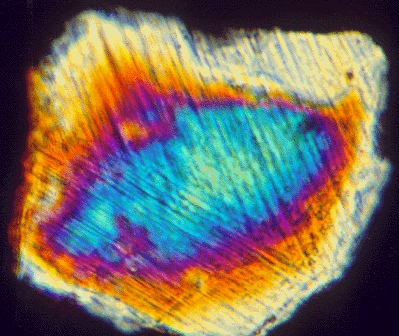
ميزات تشوه مستوي في الكوارتز تميزة بصفتة كوارتز مصدوم

ميزات تشوه مستوي، هي ميزات مجهرية يمكن التعرف عليها بصريا في بليرات السيليكات المعدنية (عادة الكوارتز أو الفلسبار)، تتألف من مستويات ضيقة جدا من المواد الزجاجية مرتبة في مجموعات متوازية لها توجهات متميزة تتعلق بتركيب حبيبات البنية البلورية.
ميزات تشوه مستوي لا يمكن أن تشكل في العمليات الجيولوجية الذاتية.ولا تنتج إلا عن طريق ضغط صدمة شديد في نطاق حدث إصطدام النيازك. وهي غير موجودة في البيئات البركانية. ولذلك فإن وجودها هو معيار أساسي للاعتراف بأن حدث الإصطدام قد وقع بالفعل.